# Graeme Jose
Graeme Jose (21 de novembro de 1951 — 23 de junho de 1973) foi um ciclista australiano que competiu nos Jogos Olímpicos de Verão de 1972, representando a Austrália.